# Vánoční ostrov

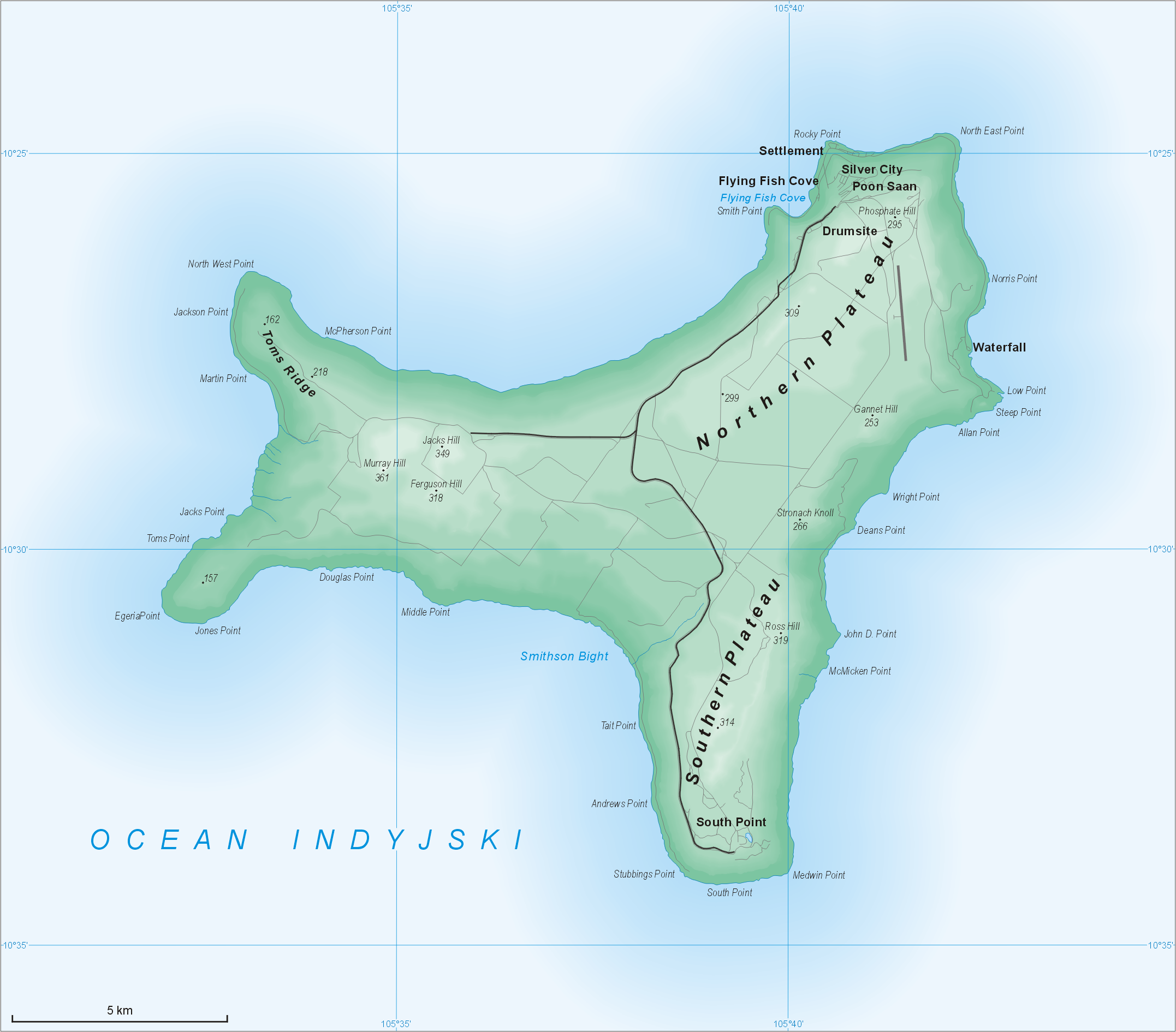
Mapka Vánočního ostrova

Vánoční ostrov (Christmas Island, Territory of Christmas Island) je zámořským územím Austrálie bez vlastní vlády (od roku 1984 je součástí australského Severního teritoria). Nachází se v Indickém oceánu, 2360 km severozápadně od Perthu v Západní Austrálii a 500 km jižně od Jakarty v Indonésii.
Přibližně 2000 obyvatel žije kromě hlavního města Flying Fish Cove (nebo také The Settlement) v dalších čtyřech městech (Silver City, Kampong, Poon Saan, a Drumsite).

## Etymologie
Kapitán Williama Mynorse pojmenoval ostrov, protože kolem něj 25. prosince 1643 plul.

## Historie
Ostrov byl mezi mořeplavci znám od raného 17. století. Teprve v roce 1666 se ostrov poprvé objevuje na mapě Pietera Goose pod jménem Moni. Z března roku 1688 pochází první zaznamenaná návštěva (kapitán William Dampier s lodí Cygnet), ostrov byl nalezen neobydlený. V roce 1888 byl anektován Spojeným královstvím a byl spravován ze Singapuru. Od konce 19. století se zde těží bohatá ložiska fosfátů.
V roce 1958 Spojené království dobrovolně postoupilo tento ostrov Austrálii. Od roku 1995 je společně s Kokosovými ostrovy administrativní součástí Australských indickooceánských teritorií. Administrátoři (správci) Australských indickooceánských teritorií: 1994–1996 Danny Ambrose Gillespie, 1997–1998 Ron Harvey, 1999–2003 Bill Taylor, 2003–2005 Evan Williams, 2006–2008 Neil Lucas, 2009–2012 Brian Lacy, 2012–2014 Jon Stanhope, 2014–2017 Barry Haase, od roku 2017 Natasha Griggsová. Australské referendum v roce 1994 schválilo zvýšení politické autonomie.

## Symboly
Vánoční ostrov, závislé území Austrálie, užívá vedle australských symbolů i své vlastní.

### Vlajka
Vlajka Vánočního ostrova je tvořena listem o poměru stran 1:2, šikmým dělením rozdělená na dvě části. Ve spodní, tmavě modré části, jsou umístěny hvězdy ze souhvězdí Jižního kříže. V horní, zelené části vlajky, je umístěna žlutá silueta ptáka. Ve středu vlajky se ve žlutém kruhu nachází stylizovaná zelená mapa Vánočního ostrova.

## Geografie
Ostrov má jedinečnou topografii s endemity, která láká vědce i amatéry. Ačkoliv tu byla dlouhá léta důlní činnost (fosfát), 63 % z celkových 135 km² je národním parkem s rozlehlými oblastmi původního deštného pralesa.